# Bulbophyllum myon
Bulbophyllum myon là một loài phong lan thuộc chi Bulbophyllum.